# Palmira Domènech Ayats
Palmira Domènech Ayats   (Vic, 23 d'agost de 1933 - Barcelona, 28 de febrer de 2016) fou una educadora social, activista política i veïnal catalana.

## Biografia
Palmira Domènech es va graduar el 1960 a l'Escola Universitària de Treball de Barcelona. En aquesta institució, va dur a terme diverses tasques en qualitat de docent. Va participar en l'organització de la Primera Escola d'Estiu d’Educadors Especialitzats el 1982. També va fer estudis d’Economia i Psiquiatria.
El seu àmbit d'actuació professional va desenvolupar-se en el camp sanitari, a l'Hospital Clínic i al de Sant Pau; en l'àmbit d'infància i joventut, a guarderies, diversos col·lectius, escoles i centres juvenils; i dins de l’atenció primària de serveis socials als ajuntaments de Santa Coloma de Gramenet, Barcelona i Santa Perpètua de Mogoda, on va obtenir plaça de funcionària.
Durant l'època franquista, en un context social de forta lluita antifeixista, va col·laborar amb les associacions de veïns, els sindicats i partits polítics clandestins, i amb el seu germà, Ramon Domènech, van ser els responsables de l'aparell central de propaganda del Partit Socialista Unificat de Catalunya entre 1963 i 1970. Aquest fet va fer que passés uns anys a la llista negra, que li impedia treballar en institucions oficials i es va haver de guanyar la vida com a correctora en una editorial.
Al Prat de Llobregat, va dur a terme una tasca impulsora i dinamitzadora del centre juvenil de la Cooperativa Obrera de Viviendas «La Cope» entre 1969 i 1977. Va ser contractada com a assistenta social perquè fos la responsable del centre, que acabaria essent conegut com el Club de la Palmira.
En els darrers anys de la seva vida encara es mantenia activa en l'associacionisme, la política i l'activisme en general: estava adherida a la Lliga per la Laïcitat, era membre de l'Associació Catalunya-Líban, va ser segona suplent (per Esquerra Unida i Alternativa) de la candidatura d'ICV-EA-EPM a les eleccions municipals de Barcelona del 2003 i era membre dels «iaioflautes» a Barcelona.

## Homenatges
El consistori pratenc va inaugurar el 2019 el Centre Cívic Palmira Domènech per retre-li homenatge. El març de 2023, va ser una de les personalitats destacades per l'Ajuntament de Barcelona en la campanya Ciutat de Dones.

## Obra publicada
- Domènech, Palmira; Costa, Joan. La infancia y la adolescencia en peligro.  Santa Coloma de Gramenet: Ajuntament de Santa Coloma, 1981.
- Domènech, Palmira; Carvajal, Esther «Trabajar en una granja». Cuadernos de pedagogía, núm. 160, 1988, pàg. 30-32. ISSN: 0210-0630.